# Ростовський музей залізничної техніки

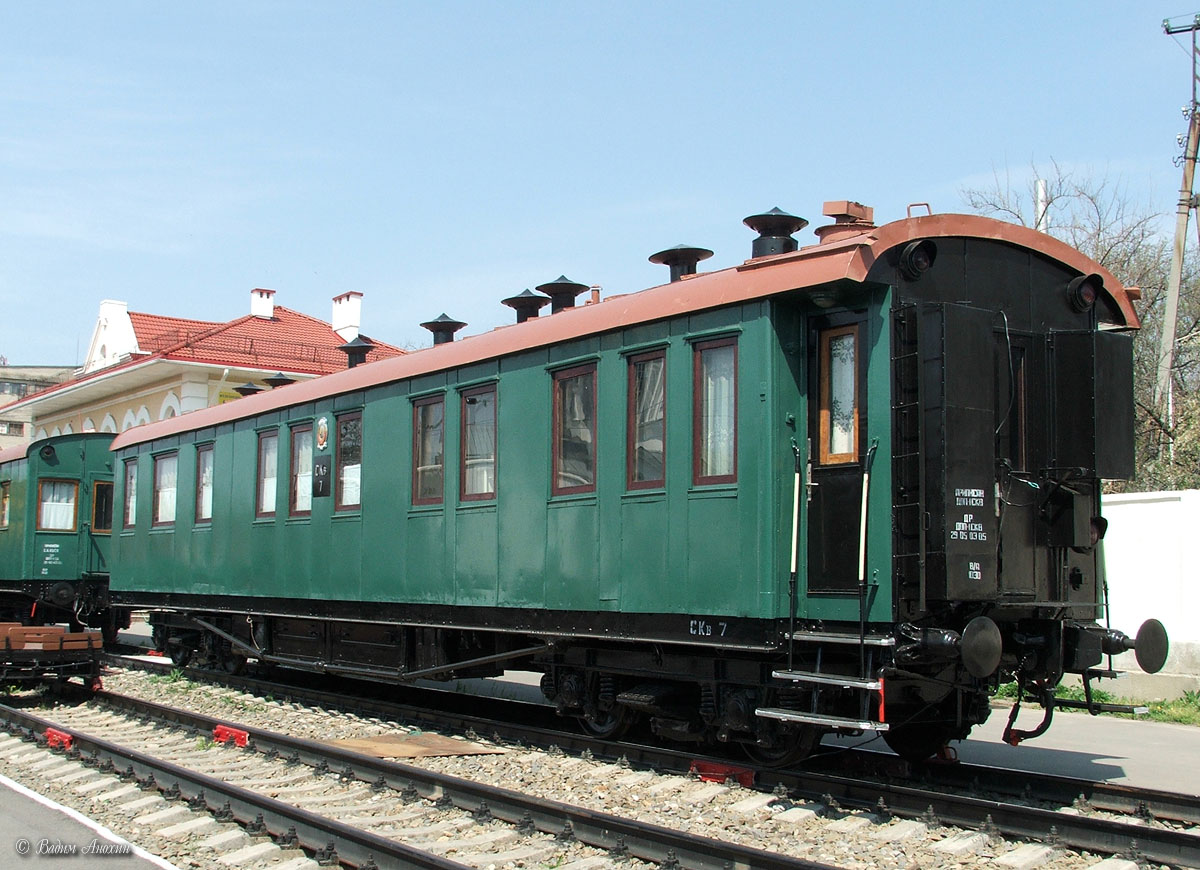
Вагон-салон в експозиції Музею історії Північно-Кавказької залізниці

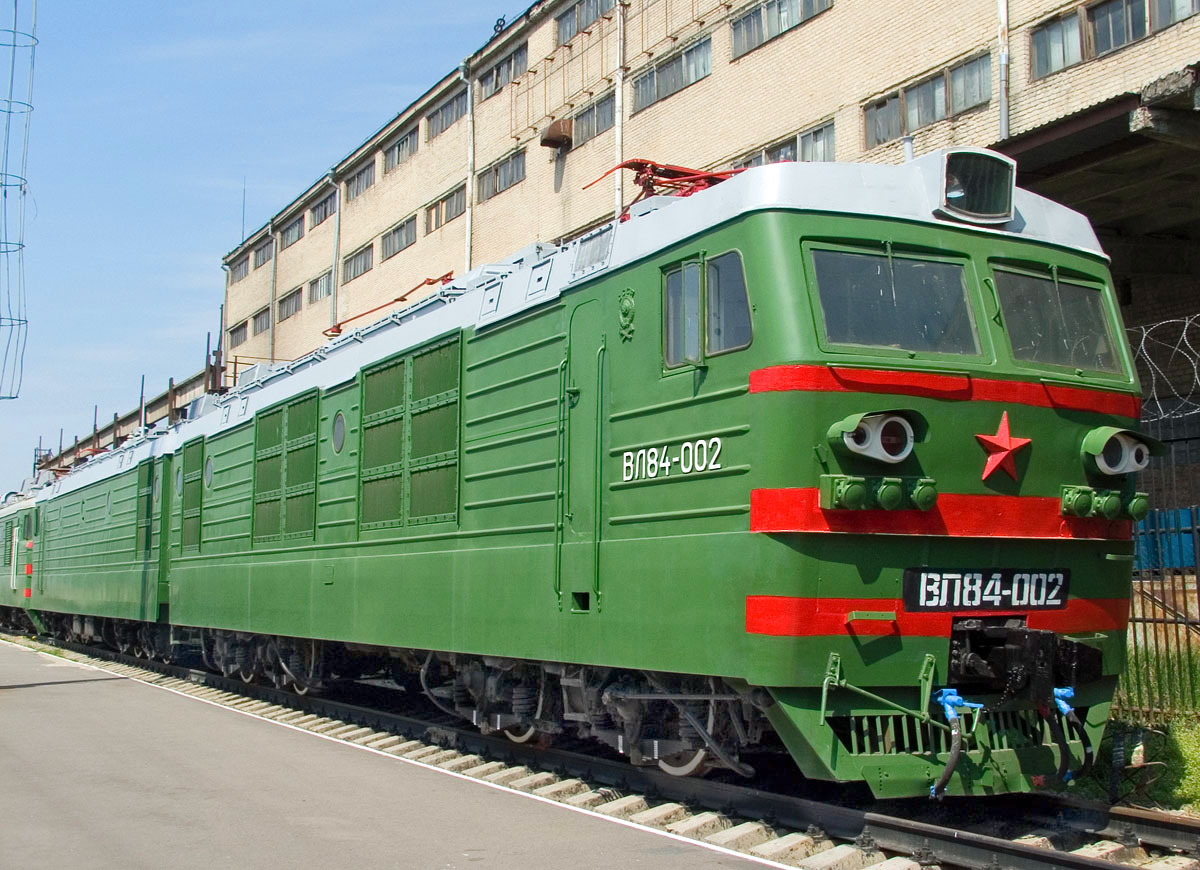
Електровоз ВЛ84-002

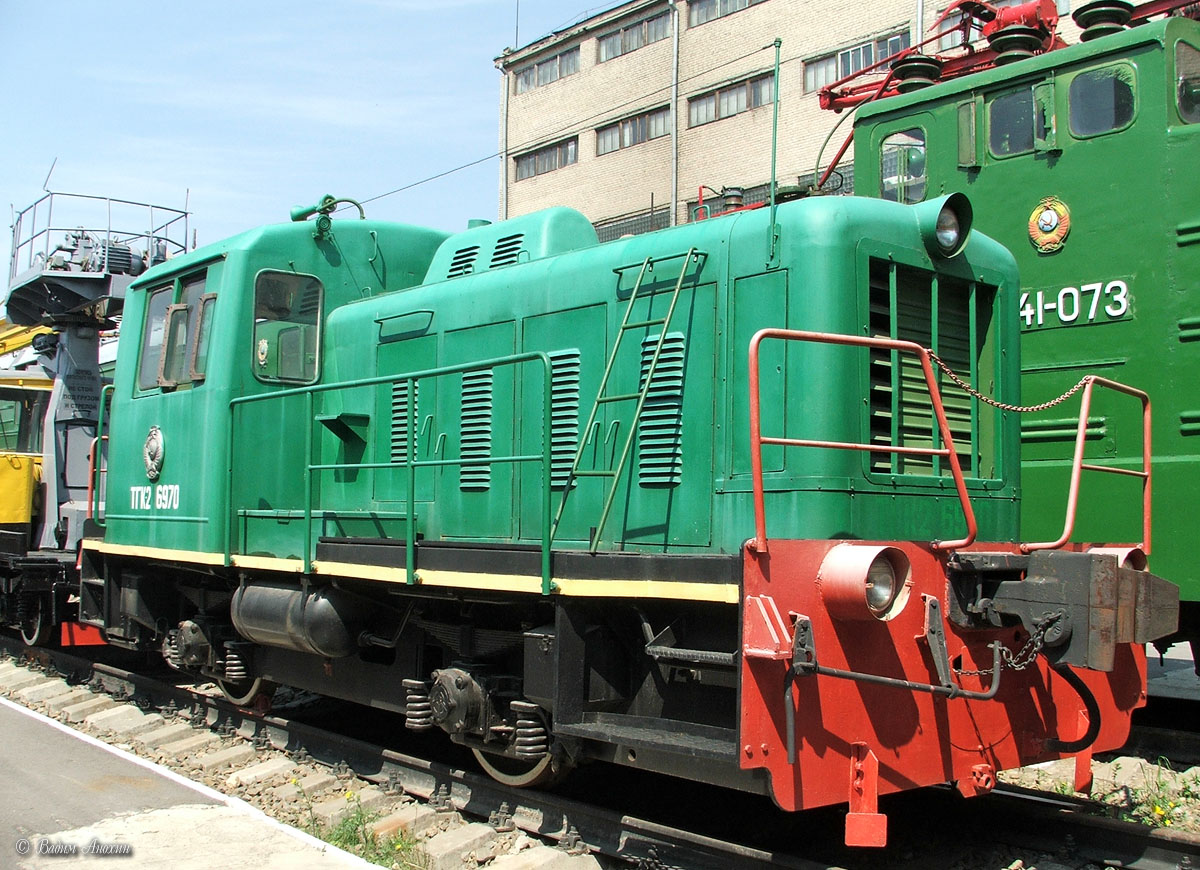
Тепловоз ТГК2

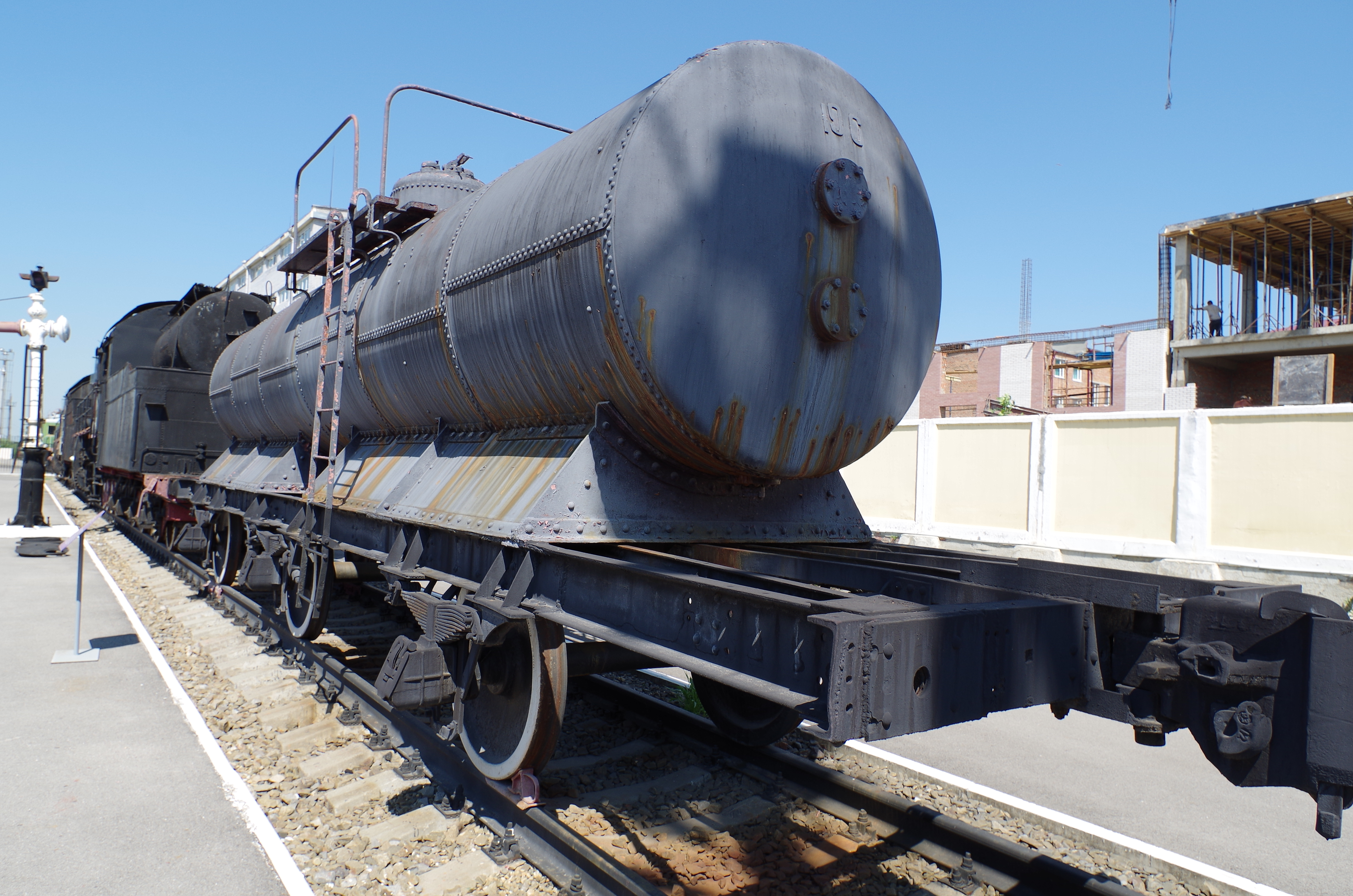
Тривісна цистерна, 1901 року побудови, експлуатувалася до 1940-х років, стаціонарно — до 2003 року на ст. Лиха. Єдиний екземпляр, що зберігся на території колишнього СРСР.

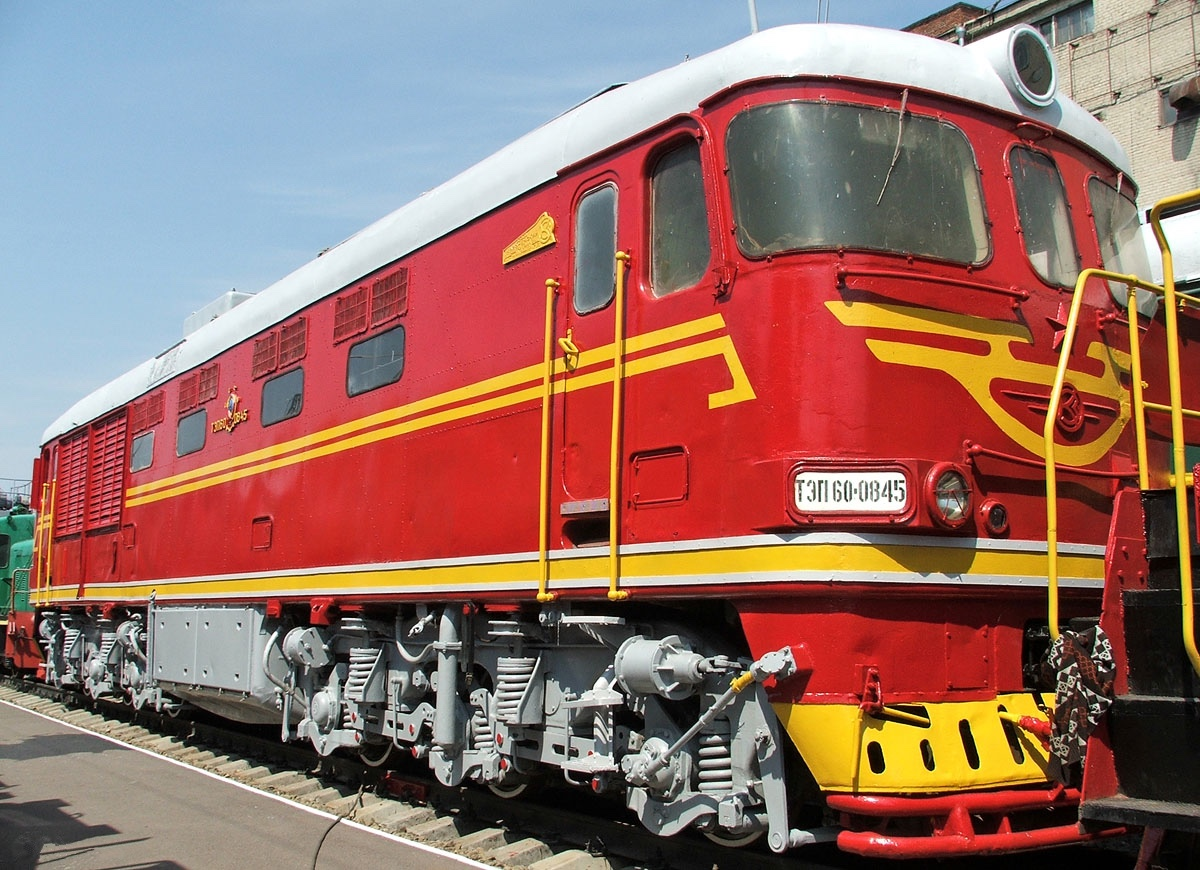
Тепловоз ТЭП60-0845

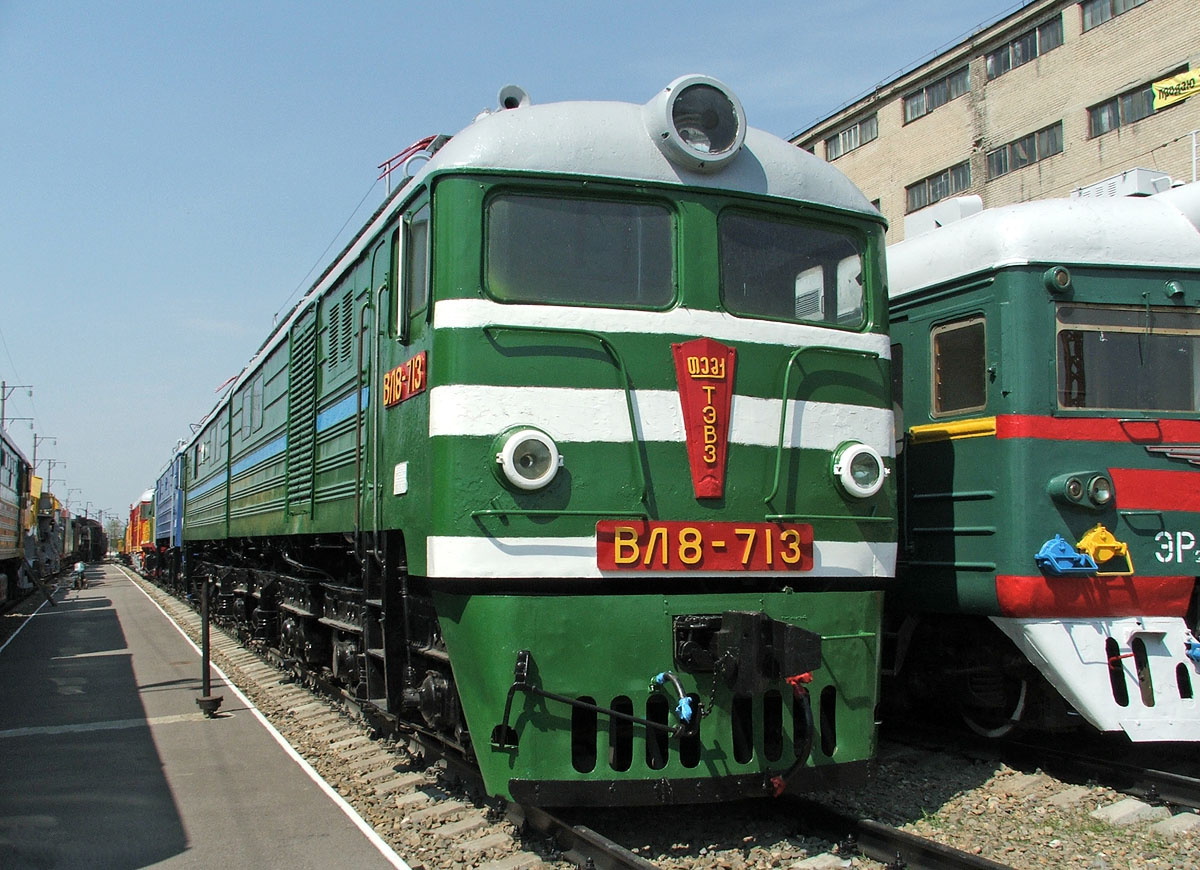
Електровоз ВЛ8-713

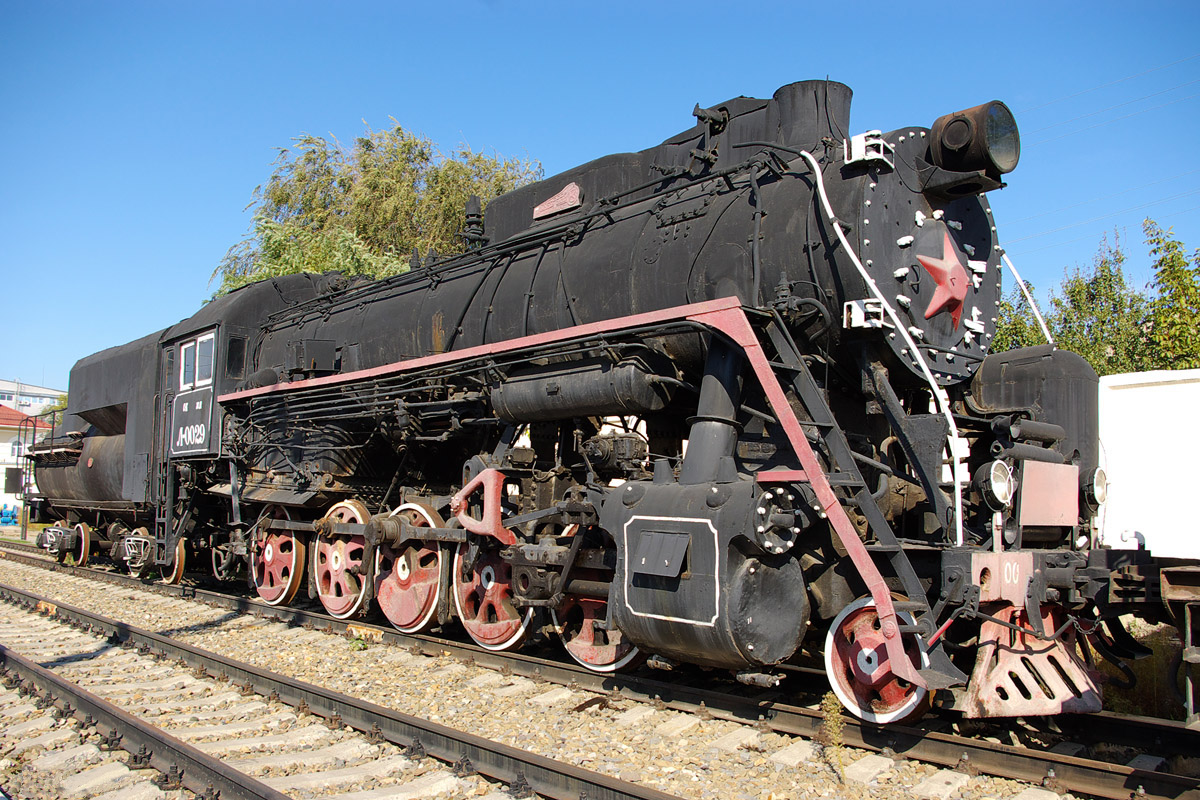
Паровоз Л-0029

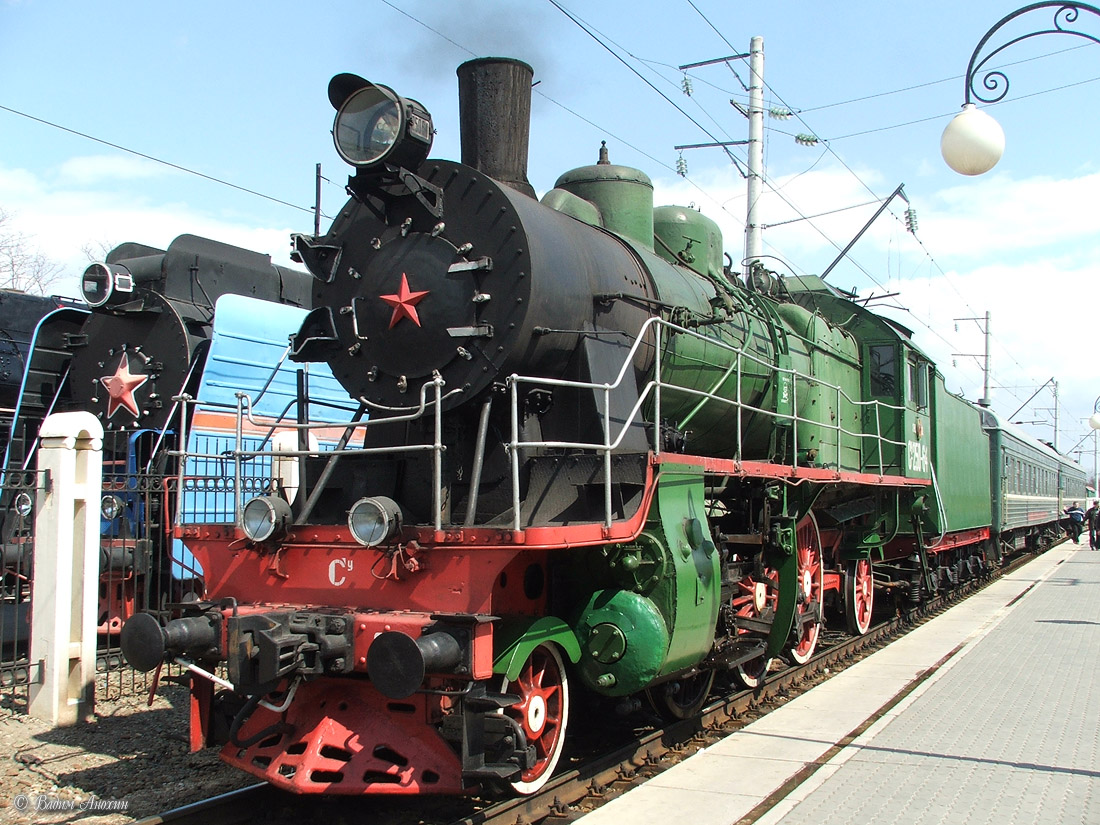
Ретро-поїзд з паровозом С^{у}250-64 біля музею

Музей історії Північно-Кавказької залізниці (рос. Музей истории Северо-Кавказской железной дороги) — технічний музей в місті Ростов-на-Дону, присвячений історії залізниць Північного Кавказу, рухомого складу і всьому, що пов'язане з цією темою. Заснований в 1960 році, експозиційний майданчик історичного рухомого складу відкрито в 2003 році.
Музей історії Північно-Кавказької залізниці розташований у Палаці культури залізничників в районі вокзалу станції Ростов-Головний. Експозиційна майданчик музею територіально розташований на станції Гниловська, в районі вулиці Портова. Доїхати до неї можна міським транспортом або приміським електропоїздом, що прямує до Таганрога через Гниловську з Приміського зал. вокзалу.
Експозиція музею представлена більш ніж 60 одиницями техніки. У їх числі 14 паровозів, які всі є справними, 2 старовинних пасажирських салон-вагони, 1 пасажирський вагон 1869 року, який є найстарішим зі збережених вагонів у Росії і країнах СНД, 11 товарних вагонів, 7 електровозів, 5 тепловозів, 4 шляхові машини, 2 крани на залізничному ходу, 2 електропоїзди (окремі вагони), рухомий склад, який потрапив у Росію у воєнні роки у вигляді трофеїв, а також кілька одиниць гусеничної техніки, що використовувалася при аварійно-відновлювальних роботах на залізниці. Є експозиція в залах музею в ДК Залізничників і в адміністративній будівлі музею експозиційного майданчика (для групових екскурсій). Музей перебуває на балансі й господарському утриманні Північно-Кавказької залізниці (ПКЗ) — філії ВАТ «РЖД». Також силами ростовських ентузіастів і працівників музею проводяться реставраційні, фарбувальні та відновлювальні роботи з музейним рухомим складом. Чималу допомогу в ремонті та відновленні раритетних експонатів надають підрозділи ПКЗ — станцій Тихорєцька, Лиха, Каменоломні, Краснодар, Ростов-на-Дону, Батайськ, Кавказька, Мінеральні Води, Новочеркаськ, Туапсе, Сочі, Тимашевська, Сальськ та ін.
Директор музею і головний ентузіаст збереження паровозної техніки — Володимир Бураков.
Проїзд — автобус № 4, тролейбус № 12, маршрутне таксі маршрутів № 4 або 8 — від Центрального Ринку до зуп. Школа № 77 (на вул. Портовій).